# Остров (Підосиновське міське поселення)
О́стров (рос. Остров) — присілок у складі Підосиновського району Кіровської області, Росія. Входить до складу Підосиновського міського поселення.
Населення становить 1 особа (2010, 11 у 2002).
Національний склад станом на 2002 рік — росіяни 100 %.